# Diana Corporación
Diana Corporación es un conglomerado empresarial colombiano dedicado a la producción y distribución de productos de Cesta de mercado, principalmente arroz pero también comercializa Legumbres, aceite vegetal, mantequillas y gaseosas.
También participa en el negocio de la construcción con su filial Inmobiliaria JMH. Que participó en la construcción del Centro Comercial Santafé (Bogotá).

## Historia
Fue fundada en 1964, con la creación del ‘’Molino Murra’’ por parte de un inmigrante de origen palestino. En 1973 se expande el negocio con la creación de la Asociación de Agricultores del Tolima. 
En 1982, se lanza al mercado la marca Arroz Diana.
En 2006, se inaugura la planta de procesamiento de arroz en Yopal. 
En 2008, Inicia la producción de mantequillas y aceites.
En 2012,  Grupo Diana adquiere la Planta Embotelladora del Tolima S.A., que incluye su marca mas representativa: Gaseosas Glaciar. 
En 2018, adquiere la marca Arroz Caribe S.A.S.
En 2020, firma un convenio con Celsia para crear un parque solar.
En 2021, empieza la producción de harinas.